# Diocese de Gozo
A Diocese de Gozo (em latim: Diœcesis Gaudisiensis) é uma circunscrição eclesiástica da Igreja Católica situada em Victoria, na Ilha de Gozo, em Malta. Seu atual bispo é Anthony Teuma. Sua Sé é a  Catedral da Assunção de Nossa Senhora de Rabat.
Possui 15 paróquias servidas por 152 padres, assistindo a uma população abrangida de 31 683 habitantes, com 94,7% da população jurisdicionada batizada (30 mil católicos).

## História
A origem da autonomia da Igreja de Gozo consta da petição enviada ao Vaticano em 29 de outubro de 1798, durante o período da ocupação francesa de Malta, pelo arcipreste Saverio Cassar, governador do Estado Independente de Gozo de 1798 a 1801, para estabelecer uma diocese autônoma de Malta.
No entanto, a diocese só foi erigida em 22 de setembro de 1864 com a bula Singulari amore do Papa Pio IX, obtendo o território da diocese de Malta (hoje arquidiocese).
Originalmente imediatamente sujeita à Santa Sé, em 1 de janeiro de 1944 passou a fazer parte da província eclesiástica da arquidiocese de Malta.
Entre 26 e 27 de maio de 1990 recebeu a visita apostólica do Papa João Paulo II.

## Prelados
|                          | Nome                                         | Período   | Notas                                             |        |
| Bispos                   | Bispos                                       | Bispos    | Bispos                                            | Bispos |
| ------------------------ | -------------------------------------------- | --------- | ------------------------------------------------- | ------ |
| 9°                       | Anthony Teuma                                | 2020-     | Atual                                             |        |
| 8º                       | Mario Grech                                  | 2005-2019 | Nomeado Pró-Secretário Geral do Sínodo dos Bispos |        |
| 7º                       | Nicola Giuseppe Cauchi †                     | 1972-2005 |                                                   |        |
| 6°                       | Giuseppe Pace †                              | 1944-1972 |                                                   |        |
| 5º                       | Michael Gonzi †                              | 1924-1943 | Nomeado Bispo coadjutor de Malta                  |        |
| 4º                       | Giovanni Maria Camilleri, O.S.A. †           | 1889-1924 |                                                   |        |
| 3°                       | Pietro Pace †                                | 1877-1889 |                                                   |        |
| 2º                       | Antonio Grech-Delicata-Testaferrata-Cassia † | 1868-1876 |                                                   |        |
| 1º                       | Michele Francesco Buttigieg †                | 1864-1866 |                                                   |        |
| Bispo auxiliar           |                                              |           |                                                   |        |
|                          | Nicola Giuseppe Cauchi                       | 1967-1972 | Elevado a Bispo diocesano                         |        |
| Administrador Apostólico |                                              |           |                                                   |        |
|                          | Mario Grech                                  | 2019-2020 | Pró-Secretário Geral do Sínodo dos Bispos         |        |